# Mulgedium pulchellum
Mulgedium pulchellum là một loài thực vật có hoa trong họ Cúc. Loài này được (Pursh) G.Don mô tả khoa học đầu tiên năm 1839.